# Пајонир (Калифорнија)
Пајонир (енгл. Pioneer) насељено је место без административног статуса у америчкој савезној држави Калифорнија.

## Демографија
По попису из 2010. године број становника је 1.094.
| Група             | 2000.    | 2010.       |
| Белци             | 0 (0,0%) | 984 (89,9%) |
| Афроамериканци    | 0 (0,0%) | 0 (0,0%)    |
| Азијати           | 0 (0,0%) | 1 (0,1%)    |
| Хиспаноамериканци | 0 (0,0%) | 52 (4,8%)   |
| Укупно            | 0        | 1.094       |